# Cool Biz
Pour les articles homonymes, voir Cool.
Cool Biz (クール・ビズ, kurubizu) est une mesure adoptée par le gouvernement du Premier ministre japonais Koizumi par l'intermédiaire de son ministère de l'environnement, afin de combattre le réchauffement climatique en promouvant la manière informelle de se vêtir (sans veste ni cravate) durant l'été 2005.
Concrètement, il s'agit de réduire l'usage de l'air climatisé dans les bureaux (ou maisons privées) : si les appareils d'air climatisé fonctionnent moins, ils contribuent moins à la consommation énergétique, donc à l'effet de serre. De plus, il est suggéré aux employés de bureau de ne pas porter de cravate ni de veste.
Dans les bureaux une différence de 26,2 à 28 °C pour la température de maintenance, entrainerait une réduction de consommation d'équivalent CO2 de 160 à 2,900,000 tonnes, ce qui donne un effet substantiel de réduction de gaz à effet de serre.
En octobre 2005, le ministre a estimé que l'on a obtenu une réduction de 460 000 tonnes-CO2, l'équivalent de CO2 émis par un million de foyers durant un mois. En 2006 le résultat était beaucoup mieux comme le ministre a estimé d'avoir obtenu une réduction de 1 140 000 tonnes-CO2, l'équivalent de CO2 émis par 2,5 millions de foyers durant un mois.
Dans les maisons de particuliers, on rappelle aux ménages que simplement gagner un degré sur leur climatisation entraîne déjà un effet sur le rejet de gaz à effet de serre.

## Cool biz international
C'est en 2019 que le ministre François de Rugy fit de même sur un plateau de télé en prodiguant des conseils vestimentaires relatifs à l'épisode caniculaire de juin 2019.
À noter qu'aucune mention ne fut faite de l'existence de ce type de mesure depuis 2005 au Japon.
Le gouvernement sud-coréen a entrepris une campagne semblable en 2006.
Le Trades Union Congress, la fédération des syndicats au Royaume-Uni, a insisté pour que l'on suive l'exemple japonais.